# 佟國器
佟國器（？—？），字思遠，號匯白，襄平人 ，是中國清朝官員，满洲人，佟佳氏。顺治二年（1645年）授浙江嘉湖兵备道，次年，擔任福建左布政使晋按察使，顺治十年（1653年）擔任福建巡撫，顺治十二年（1655年）调南赣巡抚，顺治十五年（1658年）任浙江巡抚。
佟国器订旧增新完成了明朝末年佟卜年初定的《佟佳氏宗谱》。